# إقليم العفر والعيسى الفرنسي
إقليم العفر والعيسى الفرنسي (The French Territory of the Afars and the Issas) (بالفرنسية: Territoire français des Afars et des Issas)‏ كان إقليم العفر والعيسى الفرنسي هو الاسم الذي أطلق على جيبوتي الحالية بين عامي 1967 و 1977، عندما كانت أراضي فرنسا فيما وراء البحار. كانت المنطقة تُعرف سابقًا باسم أرض الصومال الفرنسي (Côte française des Somalis).